# Afrosternophorus anabates
Espèce
Afrosternophorus anabates est une espèce de pseudoscorpions de la famille des Sternophoridae.

## Distribution
Cette espèce est endémique du Victoria en Australie,.

## Description
Les mâles mesurent de 2,2 à 2,5 mm et les femelles de 2,4 à 3,4 mm.

## Publication originale
- Harvey, 1985 : The systematics of the family Sternophoridae (Pseudoscorpionida). Journal of Arachnology, vol. 13, no 2, p. 141-209 (texte intégral).